# Soleil O
Soleil O is een Frans-Mauritaanse dramafilm uit 1967 onder regie van Med Hondo. Hij won met deze film de Gouden Luipaard op het filmfestival van Locarno.

## Verhaal
Een Mauritaniër besluit werk te zoeken in Parijs. Hij hoopt er een beter leven te kunnen opbouwen. Het blijkt echter lastig om een baan en een appartement te vinden.

## Rolverdeling
- Yane Barry
- Bernard Bresson
- Greg Germain
- Robert Liensol
- Théo Légitimus
- Armand Meffre